# Die dritte Stiege

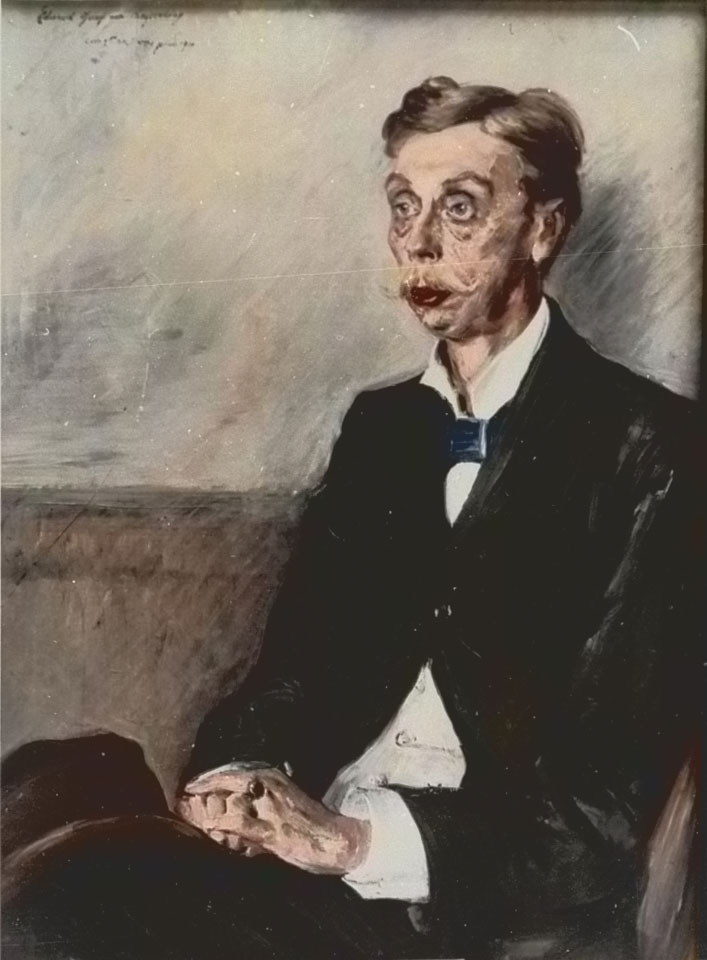
Lovis Corinth:
Eduard Graf von Keyserling
- 1855 † 1918

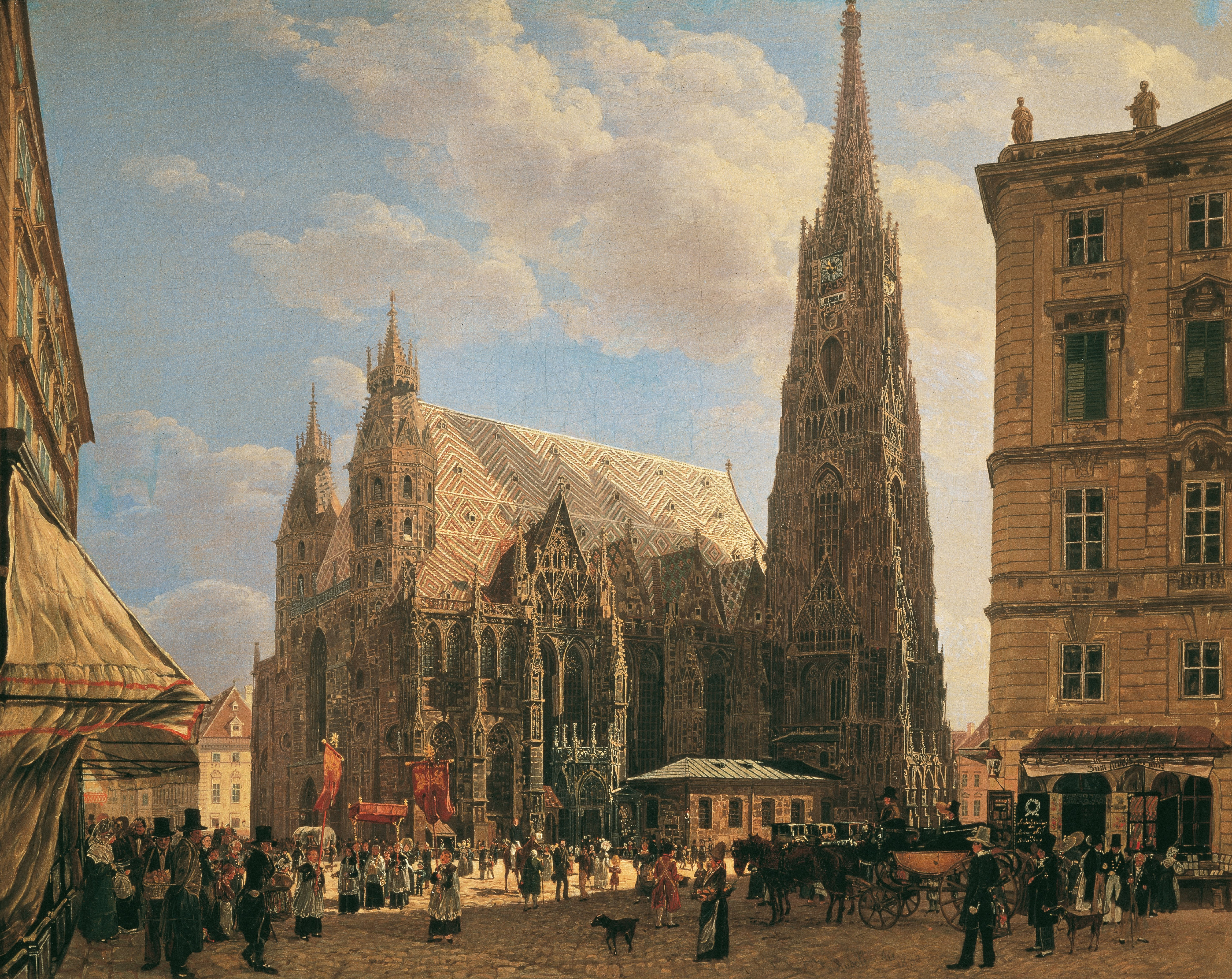
Rudolf Ritter von Alt: Der Stephansdom in Wien 1832

Die dritte Stiege ist ein Roman von Eduard von Keyserling, der 1892 im Verlag von Wilhelm Friedrich in Leipzig erschien. Er spielt in Wien gegen Ende des 19. Jahrhunderts und setzt sich humorvoll mit der Sozialdemokratie auseinander. Es ist sein einziges Werk, „dessen Handlungsort die zeitgenössische Großstadt mit deutlich erkennbarem zeitlich-räumlichen Kontext und konkreten Erscheinungen des damaligen urbanen Lebens ist“.

## Handlung
1
Lothar von Brückmann, aus Genf anreisend, zieht nach Wien in das Haus „Dritte Stieg“, Margarethenstraße 2, Ecke Wiedener Hauptstraße, in den dritten Stock ein. Das Mietshaus ist über den Hinterhof erreichbar.
2
Brückmann entstammt dem ostpreußischen Landadel, wurde von seiner Tante in der Nähe von Königsberg, „wo lettische Mädchen ihre Lieder singen“, erzogen und hinein ins Reich auf die Universitäten zu Bonn, Göttingen und Leipzig geschickt. Die Akademikerlaufbahn erweist sich als nicht so ganz nach Brückmanns Geschmack. In Leipzig erfährt Brückmann in einem adligen Hause von einem guten Bekannten „bei der zweiten Flasche Sect“, dass es in der sächsischen Universitätsstadt „nicht nur religiöse, sondern auch socialistische Verbindungen“ gibt. Von letzteren fühlt sich Brückmann beinahe magisch angezogen und lernt den österreichischen Sozialdemokraten Dr. Rotter kennen. Brückmann, der „nicht wußte, was er mit seinem Leben anfangen sollte, reizte“ die „eiserne Disciplin“ der „Genossen“. So studiert er eifrig „Agitations-Bücher“, wird aber natürlich in die „Parteigeheimnisse“ nicht eingeweiht. Trotzdem bleibt Brückmann dran – lässt sich in Genf schulen und wird in Wien „Redaktionsmitglied“ des Blattes „Zukunft“.
3
In Wien küsst Rotter seinen Freund Brückmann zur Begrüßung „auf den Mund“. Rotter hat ein steiermärkisches Dienstmädchen geheiratet und empfiehlt dem Freund die Ehe. Die Redaktion der „Zukunft“ befindet sich eine Etage über Brückmanns Mietwohnung und ist „voller Tabaksrauch“. Im „Gemach des Chefredakteurs“ Dr. Klumpf steht „eine Büste von Plato, eine von Sokrates“ und „an der Wand“ hängt „ein Stich nach Rafaels Disputa“. Es „wird“ laut „gesprochen“. Unter anderem wird ein Artikel über das „Glücksproblem“ diskutiert.
4
Im ersten Stock „der dritten Stiege“ wohnt die Hausbesitzerin Frau Würbl mit ihrer 37-jährigen Stieftochter Clementine. Frau Würbl führt das Regiment und verwahrt die Wertpapiere im Geldschrank ihrer „Schlafkammer“. Clementine muss der Stiefmutter gehorchen. Notar Dr. Backrath, Vermögensverwalter der Stiefmutter, hält um Clementine an. Das anspruchsvolle Fräulein mag keinen Alten.
Die Hausbesitzerin kann nicht einschlafen, denn direkt über ihr gibt Advokat Dr. Zweigeld eine Gesellschaft. Der 17. Geburtstag der einzigen Tochter Gisela wird von den Zweigelds und geladenen jungen Leuten ausgelassen gefeiert. Nach der Feier vermutet Frau Zweigeld gegenüber dem Gemahl, einer der Geburtstagsgäste, der junge Herr Dr. Franz Benze, werde wohl in Bälde um Gisela anhalten. Frau Zweigeld möchte mit der Tochter zuvor ins Ausland reisen. Dabei erfährt der Leser von den Gedanken des Advokaten: „Da wird man Geld borgen müssen.“
5
Während Brückmann seine Tagesarbeit verrichtet, schiebt „sich ein langer, kräftiger Junge in“ die Redaktionsstube – der arbeitslose unverheiratete böhmische Schmiedegeselle Alois Chawar. Kein Meister nähme ihn und die Polizei wolle ihn abschieben. Er bittet um Hilfe und nennt das junge korpulente „Haumeistermädl“ Tini als Kontaktperson.
Als Chawar gegangen ist, geht es darum, wie die Redaktion die „Bäckerbewegung“ unterstützen sollte. „Die armen Jungen [Wiener Bäckerburschen] sind behandelt worden wie die Hunde“. Die „Zukunft“ will denen mit der Episteme [das Verstehen] Recht verschaffen. Lesevergnügen kommt in etlichen sozialkritischen Passagen des Romans immer auf, sobald der adlige Autor Keyserling über die Redaktionsmitglieder der „Zukunft“ spöttelt. Jener „Spott“ aber grenzt an liebevolle Beschreibung.
6
Redaktionsmitglieder der „Zukunft“ treffen sich am Samstag im abendlichen, hochsommerlich-schwülen Biergarten mit Handwerksmeistern und halten anschließend versteckt unterm Kneipendach eine – nennen wir es – konspirative Sitzung ab. Die „Thüre“ soll aus Respekt vor der Polizei gesperrt werden, weil „ordnungsmäßig“ verhandelt werden soll. Der Wirt sträubt sich. Es kommt nicht viel heraus, denn „Der Zusammenhang der Partei hier in Oesterreich ist so lose“. Sprüche dominieren: „Lehren wir die armen Unterdrückten siegen“. Von „drüben im Reich“ wird auch gesprochen. Es wird nicht mit den Arbeitern gesprochen, sondern über sie: „Wenn sie hungern, kriegen sie Courage“. Die „socialdemokratischen Arbeitstage zu Mainz 1872“ sind Geschichte. Also handelt der Roman danach. Der „heiße“ Tabakqualm im Versteck beendet die Versammlung.
7
Brückmann und seine Redaktionskollegen begegnen in der nächsten Kneipe einigen ihrer „Bäckerrevolutionäre“. Auch Chawar verkehrt mit Tini dort. Es sieht so aus, als hätten die Tischnachbarn Angst vor dem Schmied. Die Bäcker verprügeln einen – wir würden heute sagen – Streikbrecher. Chawar tut mit. Als die Polizei naht, macht sich das Redaktionskollegium aus dem Staube.
8
Am Sonntagmorgen treibt der „Telegraphenbeamte Gerstengresser“ seine Familie zum nachmittäglichen Ausflug an. Nur den Sohn Poldl bringt er nicht aus dem Bett. Poldl ist „Commis in der Seidenwaaren-Handlung Punzendorf“ und liebt die Mietzi Hempel aus dem dritten Stock. Um Gaststättenbesuche mit Mietzi finanzieren zu können, stahl Poldl bei Herrn Punzendorf „seidene Shawls“ und verhökerte diese. Die Gerstengressers müssen ohne Sohn ins Grüne ziehen.
Auch Mietzi – eine Etage tiefer – bleibt allein zu Hause. Mama Hempel hat beim „Diurnisten [das Diurnum: Tagegeld] Hempel“ eine „Landpartie“ durchgesetzt. Poldl kommt, als die Luft rein ist, zur Mietzi herunter.
9
Brückmann arbeitet sogar sonntags. Er besucht in der Vorstadt einen Arbeiter, der für „leidenschaftliche Reden“ auf einer Versammlung „zu einigen Wochen Gefängniß verurtheilt worden“ war. Aber Brückmann erkennt, er kann dem Manne nicht helfen. „Die Episteme“ fehlt einfach. Dann sucht Brückmann einen „Wirtshausgarten“ auf und trifft außer den „Genossen“ noch kleine Kaufleute, Hausbesitzer und Beamte am „Socialdemokraten-Tisch“. Die ehrlichen Bürger wollen „mit der Socialisirung der Gesellschaft nichts zu thun“ haben. Trotzdem sitzt die „Zukunftsgesellschaft“ einträchtig beieinander.
Brückmann erfährt von einem Redaktionskollegen, der Chefredakteur Klumpf liebt die Mietzi.
10
Die Sonntagsruhe bei den Zweigelds wird empfindlich gestört. Der freche Eindringling legt einen schon am nächsten Tag fälligen Wechsel auf 10 000 Gulden vor. Der Hausherr ist nicht so sehr überrascht wie der Leser – führen doch die Zweigelds ein großes Haus. Dr. Benze hält schriftlich um Tochter Gisela an. Gisela ziert sich. Der Herr Papa ermuntert: „Der Doctor beißt nicht. Komm Mutter!“ Zweigelds lassen das Paar allein und Benze geht ran. Er küsst „immer wieder ihre Lippen“. Gisela lässt es „ein wenig erstaunt geschehen“.
11
Brückmann geht mit Tini in den Prater. Tini fährt Karussell und Brückmann schaut zu. Das Tanzen mit der schwergewichtigen Tini strengt Brückmann an. Da kommt Chawar, spannt ihm das junge Mädchen aus und zeigt, wie man mit Tini schwoft. Brückmann versteht es partout nicht, „lustig zu sein“ und muss „abseits stehen“.
12

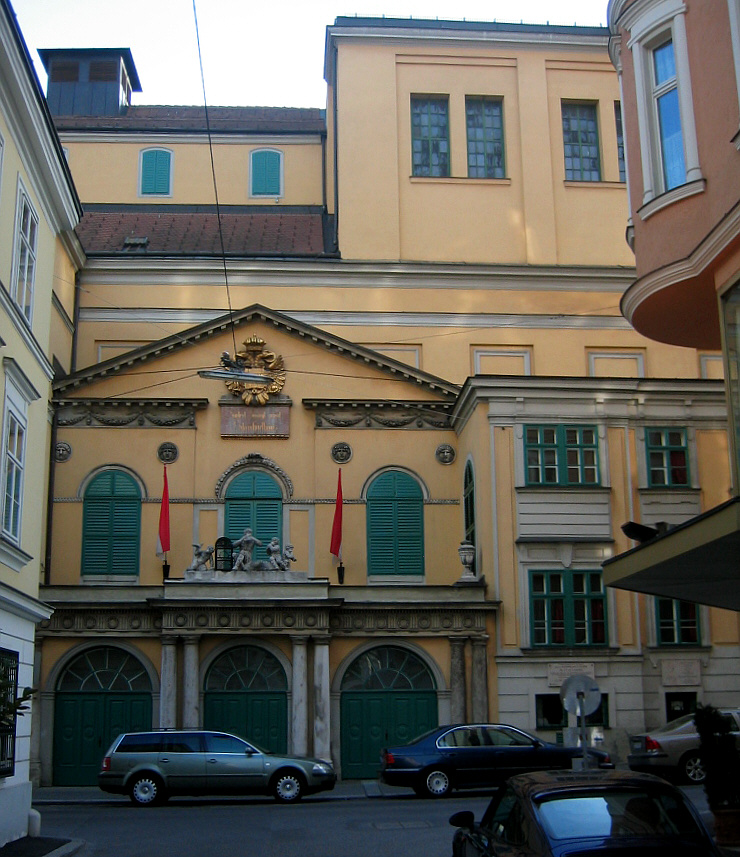
Theater an der Wien: Papageno-Tor

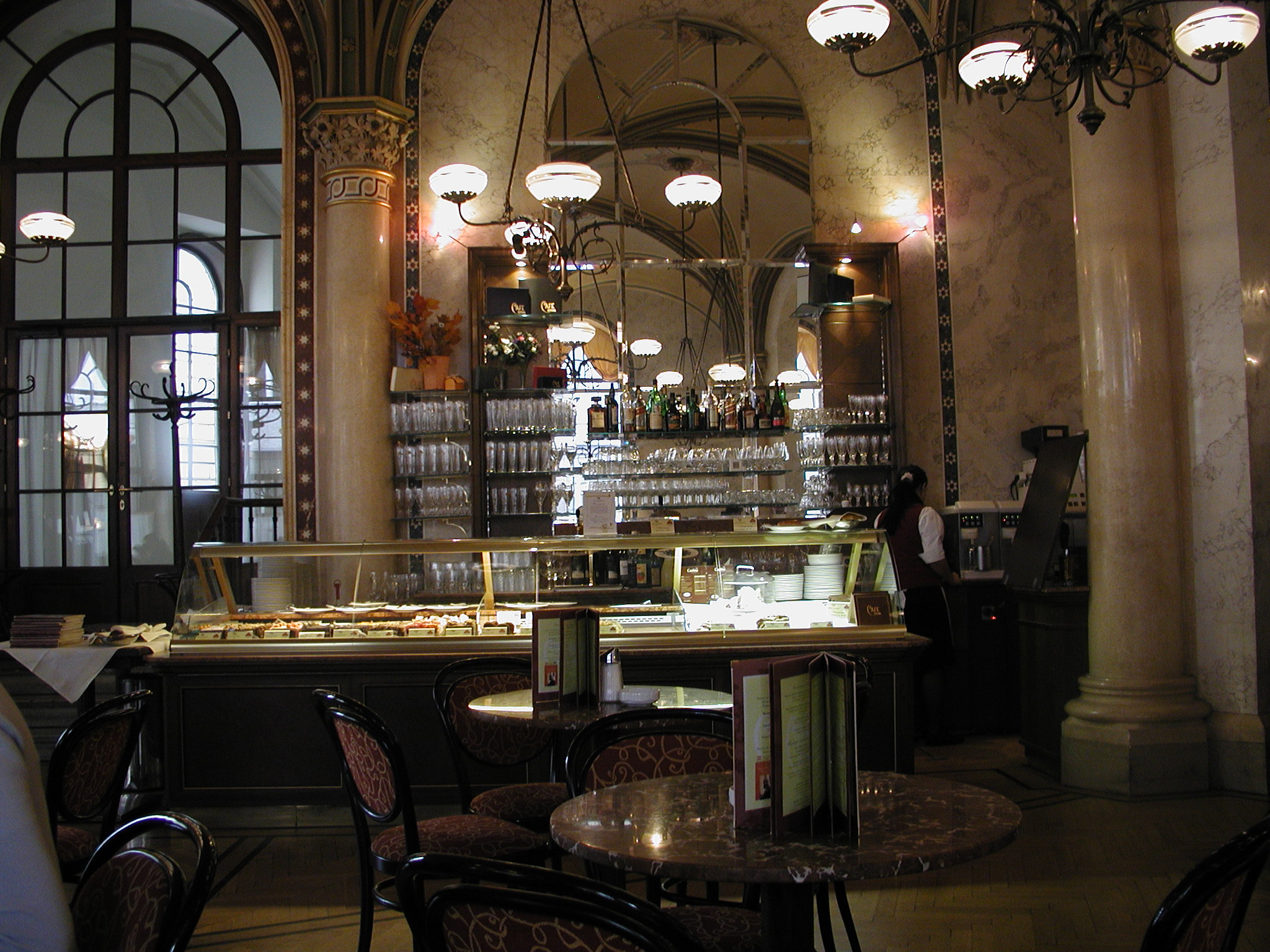
Café in Wien

Mietzi arbeitet als Statistin im Theater an der Wien. Poldl wartet draußen auf sie, führt sie in ein schäbiges Hotel und gesteht ihr seine „Shawl“ – Diebstähle. Auch Mietzi ist verzweifelt. Ein alter, wirklicher Graf aus der ersten Rangloge habe sie nach dem Theater ins Sacher gelotst. „Was er alles that!“ Mietzi kann das gar nicht aussprechen. Lieber will sie sterben, als das der Mutter beichten. Das Paar möchte gemeinsam hinscheiden; möchte Opium nehmen – aber nicht gleich. In der Nacht drängen sie „sich fest aneinander“.
13
Dr. Zweigeld gelingt es nicht, die fälligen Gulden so blitzschnell zu beschaffen.
Zweigelds feiern die Verlobung ihres geliebten Töchterchens mit Dr. Benze. Die Feier ist nicht lustig. Der Bräutigam, ein übler Prinzipienreiter, kriegt sich vor den Leuten mit dem Vater der Braut arg in die Haare. Nach der Feier bekommt Frau Zweigeld den Grund der Niedergeschlagenheit ihres Gatten schnell heraus: akute Geldsorgen. Die resolute Frau und Mutter will handeln; einfach den künftigen Schwiegersohn anpumpen.
14
Brückmann sinniert – soll er Tini weiterhin den Hof machen? Nein – denn er hat, „wonach er so lange gesucht: eine Arbeit für's Leben“. Dabei stört Tini nur.
Heimlich, still und leise hat sich Tini in Brückmanns Zimmer geschlichen und möchte ihm gehören. Der wankelmütige Brückmann will es mit ihr versuchen.
15
Weil Poldl immer weiter gestohlen hat, droht Herr Punzendorf mit Inventur und Entlassung. Mietzi wird im Theater vom Regisseur öffentlich gerügt. Das Paar, vom Unglück heimgesucht, will im Hotel nun doch Opium nehmen, stellt das Rauschgift aber noch einmal beiseite. Als Poldl morgens aus dem Hotel nach Hause kommt, war Herr Punzendorf da und hat Poldls Diebesgut beschlagnahmt.
16
Brückmann gesteht Rotter, zwar wolle er Tini besitzen, doch habe er jene „Kraft zu leben“ verloren. Rotter rät Brückmann, er soll Schluss machen.
Tini sucht Brückmann wiederum auf. Einerseits macht er ihr Vorhaltungen, weil sie sich immer wieder mit Chawar einlässt, doch andererseits tröstet er sie. Tini verbirgt etwas. Das Mädchen möchte von Brückmann beschützt werden, aber sie rückt nicht damit heraus, wovor. Brückmann weist Tini zurück, denn er muss eiligst zur nächsten „konspirativen“ Versammlung auf jenen Kneipen-Dachboden (s. o. Kapitel 6).
17
Auf der Versammlung in „engem, geheimem Vereine“, geht es um „die eigentlichen Lebensfragen der Partei“. Es scheint zunächst so, als ob Graf Keyserling nicht nur einen sozialen, sondern tatsächlich einen politischen Roman geschrieben hat. Jedoch der Autor zieht dann lediglich die Genossen auf seine gutmütige Art durch den Kakao. Die einschlägige Humor-Passage ist köstlich. „Klarheit, das ist unsere Losung!“ Der „Wirth“ bittet „um Stille. Eine neue – eine bessere Zeit muß kommen.“ Es kommt die Polizei.
18
Die „Clavierlehrerin“ Amalie Remder aus dem 3. Stock, die eifrig für die „Zukunft“ Artikel schreibt, liebt den Chefredakteur Klumpf. Nach der Versammlung lässt sie sich, angeblich aus Furcht – weil ein Holzplatz in der Nachbarschaft brennt – von Klumpf nach Hause begleiten und bittet ihn „um eine Tasse Thee“ in ihre Wohnung. Klumpf kommt mit, gesteht der Verliebten aber, dass er eine andere – die Mietzi – anhimmelt. Er hat die neue Adresse der Kleinen ausbaldowert und bittet die „Clavierlehrerin“ um Heiratsvermittlung.
19
Es ist Oktober geworden. Clementine ist mittlerweile achtunddreißig. Frau Würbl erinnert sie ständig an das neue Alter. In der Nacht wird Clementine durch zwei Einbrecher aus dem Schlaf geschreckt. Aus Furcht verhält sich das alte Mädchen mucksmäuschenstill. Am Morgen stellt sich heraus, Frau Würbl wurde mit einem Kissen erstickt und der Geldschrank ist aufgebrochen.
20
Frau Zweigeld bittet den künftigen Schwiegersohn zu sich und pumpt ihn an. Dr. Benze will das Geld geben, aber er äußert moralische Bedenken, weil er, der Kämpfer gegen „Corruption“ in Wien, „Spießgeselle“ wird. Die Braut Gisela kommt ungebeten hinzu und löst die Verlobung. Die gewesene Braut steht uneingeschränkt auf Papas Seite.
21
Personen, die in der Redaktion ein und aus gingen, wurden im Zusammenhang mit dem nächtlichen Brand verhaftet. In der Redaktion fürchtet man Konsequenzen auch für die „Zukunft“. Jemand aus der „Zukunft“ soll der Polizei bei der Verhaftung geholfen haben. Die Vermutung, Keyserling habe einen politischen Roman geschrieben, war zwar oben (s. Kap. 17) verworfen worden, bestätigt sich aber hier. Die ganze Wahrheit kommt im Finale (s. Kap. 25) mit einem Ruck ans Licht.
22
Die Hausbesorgerin Frau Tuma muss im Mordfall Frau Würbl beim Untersuchungsrichter „schwören und zu Protokoll geben“. Überhaupt schätzt Frau Tuma ihr Haus als „sehr schlechte Stiege“ ein. Weshalb? Nun, Poldl sitzt „im Gefängnisse. Bei den Socialdemokraten im vierten Stock geht die Polizei jetzt aus und ein, sucht und versiegelt.“ Obendrein ist die Mietzi fort. Tini kommt, teilt sich aber der Mutter nicht mit. Doch Brückmann erfährt von Tini, dass sie mit Chawar den Einbruch verübt und dass der Schmied die Hausbesitzerin ermordet hat. Zwar möchte Brückmann Tini helfen, lässt sie aber einfach weggehen. Tini eilt zu Chawar und eröffnet ihm, dass sie seine Tat nicht verheimlichen kann. Chawar handelt konsequent. Tini wird „ermordet im Flusse aufgefunden“.
23
Amalie Remder hat immer noch den Zettel, auf dem die neue Anschrift der Mietzi geschrieben steht. Zwar ist Amalie seit der Ernüchterung durch Klumpf keine Artikel schreibende „Jüngerin Lassalles“ mehr, sondern wieder „Clavierlehrerin“, doch rechnet sie sich bei dem geliebten Klumpf immer noch Chancen aus. Amalie trifft Mietzi unter der Adresse auf dem Zettel tatsächlich an. Natürlich möchte Amalie die Mietzi nicht mit Klumpf verkuppeln, sondern will das Gegenteil. Das erreicht sie auch mühelos. Mietzi schlägt den überbrachten Heiratsantrag aus, denn sie hat ja mit Klumpf im Leben noch kein Wort gesprochen. Die blutjunge Mietzi ist tief gesunken, ist – unverblümt gesagt – Hure des alten, wirklichen Grafen aus der ersten Rangloge geworden.
24
Fräulein Clementine ist genesen und erreicht im ersten Anlauf, dass der alte Notar Dr. Backrath seinen früheren Heiratsantrag erneuert. Denn die verwaiste Clementine ist eine gute Partie geworden und kommt nach dem Ja des Notars umgehend zur Sache. Der Bräutigam „hat allen Partien zu kündigen“. Denn „Auf dieser Stiege wohnt lauter Bagage. Die Zweigelds ziehen fort.“ Clementine möchte sich amüsieren. So lässt sie sich von ihrem Bräutigam zum Landgericht kutschieren und erlebt dort Dr. Benze, wie er den Poldl verteidigt. Der Delinquent wird verurteilt „zu einem Jahr schweren Kerkers“.
25
Klumpf und Brückmann werden von der Polizei aus Wien gewiesen. Brückmann kann es kaum fassen, sein Quartier im dritten Stock und die Redaktion im vierten wurden über Mittelspersonen von der Polizei bereitgestellt. Er hat alles eingesetzt „für einen Spaß der Polizei“. Brückmann hat einen seiner Schützlinge, den Raubmörder Chawar, „dem Untersuchungsrichter in die Hände geliefert“. Klumpf, genau so ein Traumtänzer wie Brückmann, spricht noch einmal auf einer Versammlung. Die anwesenden Arbeiter pfeifen ihn aus. Die Polizei beendet die Versammlung. Dr. Klumpf wird beschimpft und angespuckt. „Leben ist doch anders, als wir meinten“, resümiert Brückmann gegenüber Klumpf. „Vielleicht giebt es noch einen Winkel, wo man es lernt.“

## Das MietshausDritte Stiegin Wien

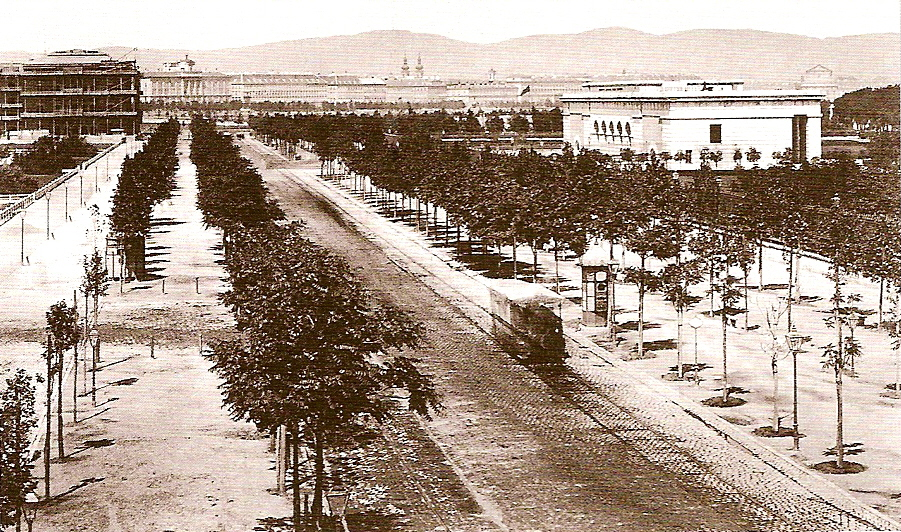
Wiener Burgring mit dem äußeren Burgtor um 1872

| Stockwerk | Bewohner                                           | Bewohner                                           | Bewohner                                           |
| --------- | -------------------------------------------------- | -------------------------------------------------- | -------------------------------------------------- |
| 4.        | Handlungsgehilfe Poldl Gerstengresser              | Redaktion Zukunft                                  | Redaktion Zukunft                                  |
| 3.        | Statistin Mietzi Hempel                            | Redaktionsmitglied Lothar von Brückmann            | Clavierlehrerin Amalie Remder                      |
| 2.        | Advokat Dr. Zweigeld, Tochter Gisela               | Advokat Dr. Zweigeld, Tochter Gisela               | Advokat Dr. Zweigeld, Tochter Gisela               |
| 1.        | Hausbesitzerin Frau Würbl, Stieftochter Clementine | Hausbesitzerin Frau Würbl, Stieftochter Clementine | Hausbesitzerin Frau Würbl, Stieftochter Clementine |
| Parterre  | Hausbesorgerin Frau Tuma, Tochter Tini             | Hausbesorgerin Frau Tuma, Tochter Tini             | Hausbesorgerin Frau Tuma, Tochter Tini             |

## Faksimile
Bereits 1892 geisterte durch die Druckerei von Ph. Kühner in Eisenach der Druckfehlerteufel – z. B.
S. 18, 9. Z.v.u.: Anführungszeichen fehlt.
S. 43, 16. Z.v.o.: Advakat.
S. 122, 4. Z.v.u.: Episterne statt Episteme.
S. 134, 4. Z.v.u.: Dottor.
S. 230, 13. Z.v.u.: Anführungszeichen fehlt.
S. 240, 2. Z.v.u.: Erstes Zeichen ist leer.
S. 260 ff.: Kapitelnummerierung falsch.
S. 267, 8. Z.v.o.: heutenicht.
S. 269 ff.: Notar Dr. Backrath von S. 44 ff. heißt auf einmal Notar Dr. Beckrath